# Azúcar ácido
Los azúcares ácidos son aquellos monosacáridos en los cuales alguno o varios de sus radicales radicales  hidroxilo (-OH) han sido oxidados para dar lugar a un grupo carboxilo. Entre las principales clases de azúcares ácidos, cabe destacar las siguientes:
- Ácidos aldónicos: donde se oxida el grupo formilo de una aldosa, se convierte en grupo carboxilo ácido,-COOH, formando los Ácidos Aldonicos..
- Ácidos ulosónicos: donde se oxida el primer radical hidroxilo de una 2-cetosa, dando lugar a un α-cetoácido.
- Ácidos urónicos: Cuando la oxidación de la aldosa solo forma un grupo carboxilo en alcohol primario y se conserva intacto el aldehído se obtiene un ácido urónico, como el Á. Glucurónico
- Ácidos aldáricos: donde se oxidan los dos extremos de una aldosa: el grupo aldehído del carbono anomérico y el grupo alcohol del otro carbono terminal.
  - Ácido sacárico: En la oxidación de forman dos grupos ácidos tanto en el aldehído como en el alcohol primario, produciéndose ácidos dicarboxílicos, llamados generalmente A. Sacáridos.

- Ácido galacturónico

## Ejemplos
- Ácidos aldónicos:
  - Ácido ascórbico.
  - Ácido glucónico.
- Ácidos ulosónicos:
  - Ácido neuramínico.
  - Ácido cetodesoxioctulosónico.
- Ácidos urónicos:
  - Ácido glucurónico.
  - Ácido galacturónico.
- Ácidos aldáricos:
  - Ácido múcico.
  - Ácido sacárico.